# Fußball-Asienmeisterschaft 1976/Qualifikation
Iran ist als Gastgeber und Titelverteidiger automatisch zur Fußball-Asienmeisterschaft 1976 qualifiziert. 

## Gruppe 1
- Kuwait *
- Südjemen *
- Bahrain
- Libanon
- Pakistan
- Syrien

Kuwait und Südjemen qualifizierten sich, nachdem Bahrain, Libanon, Pakistan und Syrien ihre Mannschaften zurückgezogen hatten.

## Gruppe 2
In Bagdad, Irak
Tabelle
| Pl. | Land          | Sp. | S | U | N | Tore    | Diff. | Punkte |
| --- | ------------- | --- | - | - | - | ------- | ----- | ------ |
| 1.  | Irak          | 6   | 5 | 1 | 0 | 014:300 | +11   | 11:10  |
| 2.  | Saudi-Arabien | 6   | 3 | 1 | 2 | 012:500 | +7    | 07:50  |
| 3.  | Katar         | 6   | 2 | 1 | 3 | 005:800 | −3    | 05:70  |
| 4.  | Afghanistan   | 6   | 0 | 1 | 5 | 003:180 | −15   | 01:11  |

Spielergebnisse
| Irak          | – | Katar         | 1:0 |
| Saudi-Arabien | – | Afghanistan   | 2:0 |
| Irak          | – | Afghanistan   | 4:0 |
| Saudi-Arabien | – | Katar         | 2:1 |
| Irak          | – | Saudi-Arabien | 1:1 |
| Katar         | – | Afghanistan   | 2:1 |

## Gruppe 3
In Bangkok, Thailand
Tabelle
| Pl. | Land       | Sp. | S | U | N | Tore    | Diff. | Punkte |
| --- | ---------- | --- | - | - | - | ------- | ----- | ------ |
| 1.  | Malaysia   | 4   | 3 | 1 | 0 | 006:100 | +5    | 07:10  |
| 2.  | Thailand   | 4   | 3 | 0 | 1 | 008:200 | +6    | 06:20  |
| 3.  | Südkorea   | 4   | 2 | 0 | 2 | 003:300 | ±0    | 04:40  |
| 4.  | Indonesien | 4   | 1 | 1 | 2 | 003:500 | −2    | 03:50  |
| 5.  | Südvietnam | 4   | 0 | 0 | 4 | 001:100 | −9    | 0:80   |

Spielergebnisse
| Thailand   | – | Indonesien | 3:1 |
| Malaysia   | – | Südkorea   | 2:1 |
| Indonesien | – | Südvietnam | 2:1 |
| Thailand   | – | Malaysia   | 0:1 |
| Südkorea   | – | Südvietnam | 1:0 |

## Gruppe 4
In Hongkong
Halbfinale
|          | Ergebnis          |           |
| -------- | ----------------- | --------- |
| China    | 2:1               | Japan     |
| Hongkong | 3:3 (10:11 i. E.) | Nordkorea |

Finale
|           | Ergebnis |       |
| --------- | -------- | ----- |
| Nordkorea | 2:0      | China |

## Qualifizierte Mannschaften
Iran → Als Titelverteidiger und Gastgeber fix für die Endrunde gesetzt.
| Gruppe 1 | Gruppe 2        | Gruppe 3   | Gruppe 4            |
| Kuwait   | Irak            | Malaysia   | Nordkorea *         |
| Südjemen | Saudi-Arabien * | Thailand * | Volksrepublik China |

- Nordkorea, Saudi-Arabien, Thailand verzichteten auf Endrundenteilnahme. Es gab keine Nachrücker.